# Graham Nash
Graham Nash, född 2 februari 1942 i Blackpool, Lancashire, är en brittisk musiker och sångare. Han var medlem av den brittiska popgruppen The Hollies mellan 1962 och 1968, och folkrockgruppen Crosby, Stills & Nash från och med 1968. Han har även givit ut flera soloalbum och återförenades tillfälligt med The Hollies 1983.

## Biografi
Graham Nash var, tillsammans med Allan Clarke, den drivande kraften bakom det brittiska 1960-talsbandet The Hollies och de båda skrev bandets flesta hits tillsammans med bandmedlemmen Tony Hicks. Låtar som "Carrie Ann", "Bus Stop", "Jennifer Eccles" och "On a Carousel" är några av tjugotalet låtar som placerades högt på englandslistan. Alla var mer eller mindre trallvänliga och ganska oskyldiga. Till slut tröttnade Nash på repertoaren och i december 1968 lämnade han gruppen.
Fem månader tidigare hade han bildat Crosby, Stills & Nash tillsammans med David Crosby (tidigare The Byrds) och Stephen Stills (tidigare Buffalo Springfield). Bandets musikaliska inriktning var mer folk- och rockinspirerad med vackra sångarrangemang och texterna väjde inte för mera kontroversiella dagsaktuella frågor. Efter debutalbumet Crosby, Stills & Nash (1969) anslöt även Neil Young till gruppen i juli samma år. Nash skrev flera av gruppens mest kända låtar som "Marrakesh Express", "Teach Your Children" och "Our House".
Från hans egna album är det främst låtarna "Chicago/We Can Change the World" (från Songs for Beginners), och "Immigration Man" (tillsammans med David Crosby) som har placerat sig på listorna.
Nash gav ut självbiografin Wild Tales: A Rock & Roll Life i september 2013.

## Diskografi
Soloalbum
- Songs for Beginners (1971)
- Wild Tales (1973)
- Earth & Sky (1980)
- Innocent Eyes (1986)
- Songs for Survivors (2002)
- Reflections 2009 (3-CD-samlingsbox)
- This Path Tonight (2016)
- Now (2023)

- För övriga utgåvor se respektive Crosby, Stills & Nash, Crosby, Stills, Nash & Young och Crosby & Nash.